# تپه چغا انگلیسه (چغا نرگس)
تپه چغا انگلیسه (چغا نرگس) مربوط به دوران پیش از تاریخ ایران باستان است و در شهرستان کرمانشاه، جلگه ماهیدشت واقع شده و این اثر در تاریخ ۱۹ تیر ۱۳۴۸ با شمارهٔ ثبت ۸۶۳ به‌عنوان یکی از آثار ملی ایران به ثبت رسیده است.